# Ataíde Teruel
Ataíde Teruel Perez (Monte Aprazível, 19 de junho de 1948), mais conhecido como Ataíde Teruel, é um jornalista, redator e político brasileiro, filiado ao Podemos (PODE).
Atualmente exerce o cargo de deputado estadual pelo estado de São Paulo, eleito em 2018 com 58.136 votos, porém não se reelegeu.
É pai do deputado federal Fábio Teruel, filiado ao MDB.